# Колесниченко, Янина Евгеньевна
Яни́на Евге́ньевна Колесниче́нко (род. 23 июня 1973, Омск, СССР) — российская актриса театра и кино, заслуженная артистка Российской Федерации (2006).
Окончила Школу-студию МХАТ (курс А. Леонтьева) в 1997 году и была принята в труппу МХТ им. Чехова.

## Биография
Родилась Янина 23 июня 1973 года в Омске в семье обычных рабочих. Обучалась в Омской гимназии № 62. С самого раннего возраста проявляла интерес к творчеству и увлекалась танцами. Окончив школу, Янина отправилась в Свердловск, чтобы поступить в театральный институт. К сожалению, поступить с первого раза не удалось. После неудачной попытки вернулась в Омск и устроилась в Омский театр кукол, где проработала 2 года. Позже поехала поступать в Москву. В школу-студию МХАТ поступила с 4-го раза. В 1997 году окончила Школу-студию и была принята в труппу МХТ им. А. Чехова.
С 2015 года преподаёт актёрское мастерство в Московской театральной школе Олега Табакова.

## Личная жизнь
Замужем за Анатолием Котом. С будущим мужем познакомились на съемочной площадке сериала «Маргоша». 14 ноября 2011 года актриса родила дочь Арину.

## Карьера

### Театральные работы
- Белое на чёрном
- Вишнёвый сад
- Гримёрная
- Женитьба
- Красивая жизнь
- Лёгкий привкус измены
- Лунное чудовище
- Новый американец
- Нули
- Пролётный гусь
- Пышка
- Скрипка и немножко нервно
- Солнце сияло
- Сонечка
- Старосветские помещики
- Татуированная роза
- Ундина
- Её IQ составлял 800

### Избранная фильмография
- 1998 — Чехов и Ко (2 серия) — пансионерка
- 2001 — Серебряная свадьба — эпизод
- 2002 — Пролётный гусь (фильм-спектакль)
- 2003 — Каменская 3 — сотрудница охраны Мерханова, наемная убийца (серия «Иллюзия греха»)
- 2003 — Сыщики-2 (фильм 4: Огонь небесный) — Надежда, подруга жены Немигайло
- 2003 — Участок — эпизод
- 2004 — Ландыш серебристый-2
- 2004 — МУР есть МУР — Соня
- 2006 — Молодые и злые — Фаина
- 2006 — Кто в доме хозяин? — секретарь (эпизод 65 «Ценный работник»)
- 2006 — Сонечка (фильм-спектакль)
- 2006 — Старосветские помещики (фильм-спектакль) — девка
- 2006—2007 — Моя Пречистенка — Антонина
- 2007 — Закон и порядок: Отдел оперативных расследований-1 — судмедэксперт
- 2007 — Закон и порядок: Отдел оперативных расследований (второй сезон) — Яна, судмедэксперт
- 2008 — Закон и порядок: Отдел оперативных расследований-3
- 2009—2011 — Маргоша — Каролина Егорова
- 2010 — Закон и порядок: Отдел оперативных расследований-4
- 2010 — Наша Russia. Яйца судьбы — цыганка
- 2012 — Вишнёвый сад (фильм-спектакль) — Варя
- 2015 — Кухня 5 — Елена Владимировна, врач в больнице
- 2016 — Старшая жена — Роза Салиховна Занчурина, хозяйка ресторана
- 2019 — По законам военного времени 3 — Афина Феодоровна Сатирас
- 2020 — Магомаев — мать Беллы
- 2020 — По законам военного времени. Победа! — Афина Феодоровна Сатирас
- 2021 — По законам военного времени. Мятеж — Афина Феодоровна Сатирас
- 2021 — Асфальтовое солнце — директор
- 2022 — По законам военного времени 5 — Афина Феодоровна Сатирас
- 2024 — Молодёжка. Новая смена — Наталья Антоновна Лебедева, мать Екатерины Азаровой, психолог

## Призы, награды и звания
- 2006 — Заслуженная артистка Российской Федерации.
- 2005 — «Чайка» (в номинации «Двойной удар» (лучший дуэт) вместе с Сергеем Угрюмовым в спектакле «Лунное чудовище»).
- Государственная премия Российской Федерации (2003, за роль в спектакле «Пролётный гусь»)[1]